# 比安卡·安德烈斯庫
比安卡·安德烈斯庫（英語：Bianca Andreescu，2000年6月16日—）是加拿大羅馬尼亞裔职业网球运动员。2019年WTA印地安維爾斯是她第一个WTA级别冠军，也使她世界排名从濒临百位飙升至前二十。北美秋季赛季，安德莱斯库养伤归来，在罗杰斯杯超五赛夺冠，美网比赛，她接连击败沃兹尼亚奇、梅尔滕斯、本西奇等强手进入决赛，决赛直落两盘击败小威廉姆斯，成功夺冠。她不仅是公开赛年代第一个加拿大籍女单大满贯冠军，也是第一位於2000年代出生的大满贯单打冠军。

## 個人生活
她養了一隻貴賓犬。
2022年6月7日她在祖國加拿大出版了一本童書叫《比比達陣》。
大小威廉姆斯是她以前關注的對象之一。

## 網球生涯

### 2019
2019年，安德莱斯库取得职业生涯重大突破，在印第安维尔斯皇冠赛接连击败科贝尔等多位强手，加冕冠军，同年打入WTA年終賽的小組對戰。由於COVID-19疫情，在2021美網前都屬於前十名的陣容。

## 技術分析
安德莱斯库技术风格类似已退役的美国名将卡普里亚蒂，发球和正手进攻穿透力强，且比赛韧劲十足，防守功力深厚，同时积极采用放网前小球的方式丰富比赛节奏。安德莱斯库比赛心理稳定，属攻守兼备的实力派球员。

## 大滿貫

### 女單冠軍（1）
| 年份 | 比賽 | 場地 | 決賽對手        | 對手國籍 | 勝方比分 |
| ---- | ---- | ---- | --------------- | -------- | -------- |
| 2019 | 美網 | 硬地 | 塞雷娜·威廉姆斯 | 美國     | 6–3、7–5 |

## 外部連結
- 比安卡·安德烈斯庫的国际女子网球协会官方資料（英文）
- 比安卡·安德烈斯庫的國際網球總會 職業／青少年 官方資料（英文）